# Old Deer
Old Deer (gälisch: Dèir) ist eine Ortschaft in der schottischen Council Area Aberdeenshire. Sie liegt etwa 16 km westlich von Peterhead und südwestlich von Fraserburgh am Nordufer des Ugie.
Columban von Iona gründete im 6. Jahrhundert ein Kloster am Ort des späteren Old Deer. Dort wurde zwischen dem 9. und 12. Jahrhundert das Book of Deer verfasst, das älteste schriftliche Zeugnis der gälischen Sprache in Schottland. Im Jahre 1219 wurde wenige hundert Meter entfernt das Zisterzienserkloster Deer errichtet, von dem heute noch Ruinen vorhanden sind. Zwischen 1845 und 1915 produzierte die Brennerei Glenaden in Old Deer Whisky.
Die Steinkreise von Aikey Brae, Auchmachar, Gaval und Loudon Wood liegen bei Old Deer.